# Steinbourg
 Steinbourg (en alsacià Staiweri) és un municipi francès, situat a la regió del Gran Est, al departament del Baix Rin. L'any 1999 tenia 1.917 habitants. Limita al nord-oest amb Ernolsheim-lès-Saverne, al nord amb Dossenheim-sur-Zinsel, al nord-est amb Hattmatt, a l'oest amb Saint-Jean-Saverne, a l'est amb Dettwiller, al sud-oest amb Monswiller i al sud Waldolwisheim.
Forma part del cantó de Saverne, del districte de Saverne i de la Comunitat de comunes del Pays de Saverne.

## Demografia
| 1962  | 1968  | 1975  | 1982  | 1990  | 1999  |
| ----- | ----- | ----- | ----- | ----- | ----- |
| 1.744 | 1.878 | 2.040 | 2.027 | 1.927 | 1.917 |

## Administració
| Període   | Identitat         | Partit |
| --------- | ----------------- | ------ |
| 1971-1995 | Robert Heschung   |        |
| 1995-2001 | Michel Dupuy      |        |
| 2001-     | Jean-Paul Kraemer |        |